# Louis Acariès
Louis Acariès est un boxeur français né le 13 juillet 1954 à Alger devenu dirigeant sportif dans le football.

## Carrière dans la boxe
Champion de France des poids welters et super-welters entre 1978 et 1982, il remporte le titre européen des super-welters et des poids moyens en 1981 et 1982 avant d'échouer pour le titre mondial IBF de cette catégorie face à Carlos Santos le 1er juin 1985, et décide d'arrêter la compétition.

## Carrière dans le football
En janvier 2005, José Anigo est nommé directeur sportif de l'Olympique de Marseille, sous la houlette de Louis Acariès, conseiller de Robert-Louis Dreyfus, actionnaire principal de l'OM.

## Référence
1. ↑  (en) Carlos Santos vs. Louis Acaries (boxrec.com)